# مالكوم سلاتر
مالكوم سلاتر (بالإنجليزية: Malcolm Slater)‏ هو لاعب كرة قدم بريطاني في مركز نصف الجناح، ولد في 22 أكتوبر 1939 في Buckie ‏ في المملكة المتحدة. لعب مع كولتشستر يونايتد ونادي ساوثيند يونايتد ونادي سلتيك ونادي فوكستون ونادي ليتون أورينت ونادي مونتروز لكرة القدم.